# Спомен-парк Дотршћина
|  | Овај чланак је део чланка о Споменицима посвећеним Народноослободилачкој борби 1941—1945. |

Спомен-гробље и парк револуције Дотршћина, недалеко од парка Максимирa, је простор који обухвата 365 катастарских јутара, углавном шумске површине. Протеже се између Максимира и планине Медведнице. Овде је током Другог светског рата било стрелиште на којем су усташе побиле око 7.000 Загрепчана-антифашиста и противника режима од укупно 18.000 страдалих у рату с подручја Загреба.

## Историја
Овамо су усташе почевши од маја 1941. доводили дању и ноћу своје жртве, те их окрутно убијали. Жртве су најчешће бацане у заједничке јаме, те стога не постоји увид где је ко покопан. Према последњим спроведеним истраживањима из 1985. године, процењено је да је да је овде погубљено око 7000 антифашиста, међу којима око 2000 чланова КПЈ и СКОЈ-а. Од познатијих комуниста овде је 17. јулa 1941. стрељан Иван Крндељ. Познатији интелектуалци, који су овде нашли смрт, јесу др Божидар Аџија, Отокар Кершовани, Огњен Прица, Симо Црногорац и Аугуст Цесарец.
Према предаји, прва жртва на Дотршћини био је Душан Зеленбаба (кувар у хотелу „Еспланаде“, ухапшен 27. маја 1941. и стрељан 30. маја).

После рата, започела су истраживања, испитивања сведока и уређивање спомен-подручја. Једно од сведочанстава изнео је и бивши државни митничар, Фрањо Жучко, из Дубраве: 
Врло је мало било дана у читавом раздобљу када таковог транспорта није било. Најпре је ишао отворени камион пун усташа и становитног броја људи који су имали задаћу да копају гробове и закапају жртве; то су такође били затвореници, најчешће Цигани. На извесном одстојању, возио је камион, или полицијски фургон, жртве. На крају колоне била су путничка кола са свештеником, судијом и лекаром. Често се догађало да су жртве вођене дању у отвореном камиону, па је долазило до дирљивих призора; дизали су везане руке и поздрављали људе око митнице, а видело се на њима да знају као их возе.

## Уређење парка
Завод за заштиту споменика културе града Загреба 5. августа 1963. потписао је уговор са Војином Бакићем, проф. др. Јосипом Сајслом, Силваном Сајсл и Ангелом Ратковић за просторно, обликовно и идејно хортикултурно решење спомен-парка Дотршћина, који обухвата идејно решење Долине гробова, идејно решење старог улазног простора са Светошимунске цесте и макете две скулптуре из провизорног материјала.
Уређење овог парка завршено је 1968. када је коначно на платоу код улаза са Светошимунске цесте подигнут Бакићев споменик свим жртвама убијеним у Дотршћини. Осим централног споменика кристаличног облика од нерђајућег челика, Бакић је у Долини гробова, једном од стратишта у Дотршћини, израдио шест до седам кристаличних скулптура. Читав простор и падине прекривени су бршљаном не би ли жртве биле спокојније. Осим спомен-обележја, уз пут који иде Долином гробова постављене су мермерне плоче с уклесаним стиховима Ивана Горана Ковачића и Јуре Каштеланa.
Остварењем споменика стрељанима у Дотршћини Војин Бакић довршио је прочишћавање споменика сваких сувишних детаља, процес који је започео остварењем споменика Ивану Горану Ковачићу у Луковдолу. Све плохе и линије на централној скулптури у Дотршћини сведене су на минимум и једноставност, што ствара одређену игру светла и сенке, зависно од угла посматрања. Овом скулптуром Бакић не дефинише посетиоцу шта се овде догодило, скулптура је само апстрактна посвета свим стрељанима, лишена било какве нарације или идеологизованости.